# Madhupur
Madhupur là một thành phố và khu đô thị của quận Deoghar thuộc bang Jharkhand, Ấn Độ.

## Địa lý
Madhupur có vị trí 24°15′B 86°39′Đ / 24,25°B 86,65°Đ Nó có độ cao trung bình là 228 mét (748 feet).

## Nhân khẩu
Theo điều tra dân số năm 2001 của Ấn Độ, Madhupur có dân số 47.349 người. Phái nam chiếm 53% tổng số dân và phái nữ chiếm 47%. Madhupur có tỷ lệ 63% biết đọc biết viết, cao hơn tỷ lệ trung bình toàn quốc là 59,5%: tỷ lệ cho phái nam là 71%, và tỷ lệ cho phái nữ là 54%. Tại Madhupur, 16% dân số nhỏ hơn 6 tuổi.